# Dega Damot
Dega Damot est un woreda de la région Amhara, en Éthiopie.
Il compte compte 152 343 habitants en 2007.
Son centre administratif est Feres Bet.

## Situation
Dega Damot fait partie de la zone Mirab Godjam de la région Amhara.
Son centre administratif, Feres Bet, se trouve à environ 3 000 m d'altitude, à une cinquantaine de kilomètres au nord de Dembecha et 114 km au sud de Baher Dar.
| Semien Achefer | Goncha     |        |
| Kuarit         | Dega Damot | Bibugn |
| Jabi Tehnan    | Dembecha   |        |

## Démographie
D'après le recensement national de 2007 réalisé par l'Agence centrale de la statistique (Éthiopie), le woreda compte 152 343 habitants et 4 % de la population est urbaine,.
La quasi-totalité des habitants (99,9 %) sont orthodoxes.
La population urbaine correspond aux 6 699 habitants de Feres Bet.
Avec une superficie de 831 km2[réf. souhaitée], le woreda a en 2007 une densité de population de 183 personnes par km2.
Début 2022, la population est estimée, par projection des taux de 2007, à 212 791 personnes.